# Communauté de communes Les Bertranges
La communauté de communes Les Bertranges est une communauté de communes française située dans les départements de la Nièvre et du Cher en régions Bourgogne-Franche-Comté et Centre-Val de Loire.

## Histoire
La communauté de communes Loire, Nièvre et Bertranges est créée au 1er janvier 2017 par arrêté du 14 novembre 2016. Elle est formée par fusion de la communauté de communes des Bertranges à la Nièvre (à l'exception de Parigny-les-Vaux), de la communauté de communes du Pays charitois, de la communauté de communes entre Nièvres et forêts, étendue à la commune de Poiseux. 
Elle change de nom au cours de l'année 2018 pour son nom actuel : Communauté de communes Les Bertranges.

## Administration
| Période         | Période  | Identité    | Étiquette | Qualité                       |
| --------------- | -------- | ----------- | --------- | ----------------------------- |
| 11 janvier 2017 | En cours | Henri Valès | DVG       | Maire de La Charité-sur-Loire |

### Conseillers
Le conseil communautaire de la communauté de communes se compose de 57 conseillers pour la mandature 2020-2026, répartis comme suit :
| Nombre de conseillers | Communes                  |
| --------------------- | ------------------------- |
| 12                    | La Charité-sur-Loire      |
| 6                     | Guérigny                  |
| 4                     | Prémery, Urzy             |
| 3                     | Chaulgnes                 |
| 2                     | Varennes-lès-Narcy        |
| 1                     | Les 26 communes restantes |

## Listes des communes
La communauté de communes est composée des 32 communes suivantes :

| Nom                          | Code Insee | Gentilé         | Superficie (km2) | Population (dernière pop. légale) | Densité (hab./km2) |
| ---------------------------- | ---------- | --------------- | ---------------- | --------------------------------- | ------------------ |
| La Charité-sur-Loire (siège) | 58059      | Charitois       | 15,78            | 4 701 (2022)                      | 298                |
| Arbourse                     | 58009      | Arbussois       | 9,2              | 123 (2022)                        | 13                 |
| Arthel                       | 58013      | Artadois        | 7,73             | 90 (2022)                         | 12                 |
| Arzembouy                    | 58014      |                 | 12,85            | 69 (2022)                         | 5,4                |
| Beaumont-la-Ferrière         | 58027      | Beaumontois     | 28,13            | 119 (2022)                        | 4,2                |
| La Celle-sur-Nièvre          | 58045      | Celliens        | 12,95            | 155 (2022)                        | 12                 |
| Champlemy                    | 58053      | Champlemiens    | 36,82            | 326 (2022)                        | 8,9                |
| Champvoux                    | 58056      | Champvoussois   | 10,67            | 285 (2022)                        | 27                 |
| La Chapelle-Montlinard       | 18049      | Capelinardiens  | 17,14            | 490 (2022)                        | 29                 |
| Chasnay                      | 58061      |                 | 11,76            | 128 (2022)                        | 11                 |
| Chaulgnes                    | 58067      | Chaulgnards     | 25,1             | 1 503 (2022)                      | 60                 |
| Dompierre-sur-Nièvre         | 58101      |                 | 18,6             | 183 (2022)                        | 9,8                |
| Giry                         | 58127      | Girycois        | 23,78            | 188 (2022)                        | 7,9                |
| Guérigny                     | 58131      | Guérignois      | 7,29             | 2 512 (2022)                      | 345                |
| Lurcy-le-Bourg               | 58147      | Lurcyquois      | 22,58            | 274 (2022)                        | 12                 |
| La Marche (Nièvre)           | 58155      | Marchois        | 10,87            | 525 (2022)                        | 48                 |
| Montenoison                  | 58174      | Montenoisonnais | 16,73            | 124 (2022)                        | 7,4                |
| Moussy                       | 58184      |                 | 11,97            | 108 (2022)                        | 9                  |
| Murlin                       | 58186      | Murlinois       | 15,09            | 57 (2022)                         | 3,8                |
| Nannay                       | 58188      | Nantiniens      | 11,44            | 111 (2022)                        | 9,7                |
| Narcy                        | 58189      |                 | 29,14            | 467 (2022)                        | 16                 |
| Oulon                        | 58203      | Oulonnais       | 10,99            | 64 (2022)                         | 5,8                |
| Poiseux                      | 58212      |                 | 30,2             | 329 (2022)                        | 11                 |
| Prémery                      | 58218      | Prémerycois     | 45,62            | 1 782 (2022)                      | 39                 |
| Raveau                       | 58220      | Ravellonois     | 35,5             | 611 (2022)                        | 17                 |
| Saint-Aubin-les-Forges       | 58231      |                 | 26,34            | 379 (2022)                        | 14                 |
| Saint-Bonnot                 | 58234      |                 | 16,14            | 149 (2022)                        | 9,2                |
| Saint-Martin-d'Heuille       | 58254      | Saint-Martinois | 13,36            | 556 (2022)                        | 42                 |
| Sichamps                     | 58279      | Sichampois      | 5,9              | 175 (2022)                        | 30                 |
| Tronsanges                   | 58298      | Tronsangeois    | 8,58             | 398 (2022)                        | 46                 |
| Urzy                         | 58300      | Urzycois        | 23,41            | 1 735 (2022)                      | 74                 |
| Varennes-lès-Narcy           | 58302      |                 | 18,33            | 909 (2022)                        | 50                 |